# Calcatoggio
Calcatoggio (en cors Calcatoghju) és un municipi francès, situat a la regió de Còrsega, al departament de Còrsega del Sud. L'any 2004 tenia 440 habitants.

## Demografia
| 1962 | 1968 | 1975 | 1982 | 1990 | 1999 | 2004 |
| ---- | ---- | ---- | ---- | ---- | ---- | ---- |
| 415  | 422  | 396  | 332  | 357  | 356  | 440  |

## Administració
| Període   | Identitat                    | Partit | Qualitat |
| --------- | ---------------------------- | ------ | -------- |
| 1945-1977 | Sebastien Avogari de Gentili |        |          |
| 1977-2008 | Vincent Avogari de Gentili   |        |          |
| 2008-     | Charles-Marie Chiappini      |        |          |

## Personatges il·lustres
- César Campinchi, polític.
- François Bracci, futbolista